# Villa venus
Villa venus är en tvåvingeart som beskrevs av Greathead 1967. Villa venus ingår i släktet Villa och familjen svävflugor. Inga underarter finns listade i Catalogue of Life.